# Oxythaphora delta
Oxythaphora delta är en fjärilsart som beskrevs av Dyar 1917. Oxythaphora delta ingår i släktet Oxythaphora och familjen nattflyn. Inga underarter finns listade i Catalogue of Life.